# Condado de Ngawa
Ngawa (en tibetano: རྔ་བ, wylie: rnga ba, ZWPY: Ngawa) también conocida por su nombre chino Aba (en chino, 阿坝; pinyin, Ābà) es un condado bajo bajo la administración directa de la Prefectura Ngawa. Se ubica en la provincia de Sichuan, centro-sur de la República Popular China. Su área es de 10 125 km² y su población total para 2010 superó los 70 mil habitantes.

## Administración
Desde octubre de 2022, el condado Ngawa divide en 15 pueblos administrados en 6 poblados y 9 villas.
- Poblado Ngawa (阿坝镇 )
- Poblado Jialuo 贾洛镇
- Poblado Maierma 麦尔玛镇
- Poblado Hezhi 河支镇
- Poblado Gemo 各莫镇
- Poblado Anqiang 安羌镇
- Villa Maikun 麦昆乡
- Villa Longzang 龙藏乡
- Villa Qiujima 求吉玛乡
- Villa Siwa 四洼乡
- Villa Andou 安斗乡
- Villa Kehe 柯河乡
- Villa Kuasha 垮沙乡
- Villa Chali 查理乡
- Villa Rongan 茸安乡

## Protestas
El 16 de marzo de 2011 un joven de 20 años de edad llamado Phuntsok se prendió fuego en el mercado de la ciudad en señal de protesta contra las políticas del gobierno central en las regiones tibetanas. En la madrugada del día siguiente el joven muere debido a sus quemaduras. 
Seguido a este suceso cientos de monjes del condado y de otros aledaños siguieron en protesta. Muchos fueron detenidos y otros tomados bajo custodia.
La policía detuvo en Bejing a Lobsang Tsepak un exintegrante del monasterio de donde el joven se incendió.